# Сања Ричардс Рос
Сања Ричардс (енгл. Sanya Richards) је америчка атлетичарка и вишеструка светска првакиња и олимпијска победница. Освајачица је златне медаље у трци на 400 метара на Олимпијским играма 2012. у Лондону, као и три златне медаље са штафетом САД на Олимпијским играма у Атини 2004. и Пекингу 2008. и Лондону 2012. Међутим златна медаља из Атине јој је одузета јер је чланица штафете САД на 4х400 метара Кристал Кокс касније признала да је користила недозвољена средства.

## Каријера
Ричардсова се доселила у САД 1997. када је имала дванаест година а америчка држављанка је постала 2002. Освојила је сребрну медаљу у трци 400 метара на Светском првенству 2005. Заједно са Џеремијем Воринером и Асафом Пауелом 2006. је победила на свих шест митинга Златне лиге и добила награду у износу од 250.000 долара. Крајем 2006. оборила је амерички рекорд на 400 метара резултатом 48,70 који је држала Валери Бриско-Хукс, претходни је износио 48,83. Те исте године проглашена је од стране IAAF најбољом атлетичарком на свету.
Због болести није успела да се квалификује на Светско првенство у Осаку 2007. На Олимпијске игре у Пекингу 2008. дошла је као главни фаворит за злато јер је током целе сезоне била доминантна у својој дисциплини. У квалификацијама је остварила најбоље време и сви су претпостављали да ће рутински освојити златну медаљу. Међутим, током финалне трке сувише је повукла и касније јој је понестало снаге тако да је трку завршила као трећа иза Кристин Охуруогу из Велике Британије и Шерике Вилијамс са Јамајке. 
Током 2009. Ричардсова је постала првакиња своје земље резултатом 50,05 на 400 метара, победивши са више од пола секунде своју сународницу Деби Дан. Победом са резултатом 49,46, у трци на митингу Голден Гала у Риму, истрчала је своју 36. трку испод 50 секунди оборивши тиме рекорд који је држала Марита Кох. Сезону је крунисала победом на митингу Златне лиге у Бриселу најбољим резултатом сезоне 48,83 и освајањем џек пота.

## Лични рекорди
На отвореном
100 м — 10,97 28. септембар 2007 Шангај, Кина
200 м — 22,17 9. септембар 2006 Штутгарт, Немачка
400 м — 48,70 16. септембар 2006 Атина, Грчка
У дворани
69 м — 7,21 28. фебруар 2004 Линколн, Небраска, САД
200 м — 22,49 12. март 2004 Фејетвил, Арканзас, САД
400 м — 50,71 26. фебруар 2012 Албукерки, Нови Мексико, САД